# Hyles vespertilio
Hyles vespertilio је врста инсекта из реда лептира - Lepidoptera, а припада породици љиљака - Sphingidae и роду Hyles.

## Опис
Овај ноћни лептир је карактеристичног изгледа као и већина предстаника рода Hyles. Распон крила је од 60 до 80мм. Предња крила су сива, док је задње розе до црвено, са нејасном црном шаром. Приликом мировања задња крила се не виде. Највише подсећа на сродну врсту Hyles euphorbiae, од које се разликује по начину храњења. Током мировања на камењу добро се камуфлирају. Гусеница пред излегање достигне величину од 70-80мм. Јаја су зелене боје и благо дорзо-вентрално спљоштена. Гусеница током раста мења и боје, тако да је у почетку зеленкаста, да би касније била различитих шара са препознатњивим белим флекама на сваком сегменту.

## Распрострањење и станиште
Врста  живи у Средњој Европи и на Балкану, као и од Анадолије до Кавказа. Иако је велики број врста из рода миграторан, Hyles vespertilio није, већ се јавља у локалним независним популацијама, на већим надморским висинама. У Србији је врста ректа и постоји свега неколико података са највиших планина. Насељава камените, шљунковите топле падине, нека и осунчане делове река. У многим земљама Европе ово је изузетно ретка врста.

## Биологија
Одрасли се појављују у једној или две генерације годишње у зависности од надморске висине. Прва генрација од маја до јуна, а друга од августа до септембра, у случају само једне генерације на високим планинама, адулти су активни у јуну или јулу месецу. Женка полаже јаја појединачко или у групама на листовима или стабљикама биљке из рода Epilobium. Пенкад се јаја могу наћи и на камењу покрај биљке. Гусенице у првих стадијумима не напуштају биљку хранитељку и хране се само ноћу. Касније када постану сиве, успешно се камуфлирају у камењу око биљке хранитељке. Када одрасту, велики пронецена гусеница може бити паразитиран мувама из породице Tachinidae. Током летњих месеци могу се наћи гусенице у великом броју. Презимљава у стадијуму лутке. У француским Алпима ова врста хибридизује са сродном Hyles hippophaes.

## Угроженост
Станишта ове врсте су деградирана, каналисањем река, ископавањем шљунка и сличним антропогеним утицајем.

## Синоними
- Sphinx vespertilio Esper, 1780
- Hyles salmonea (Oberthür, 1894)
- Hyles flava (Blachier, 1905)
- Hyles murina (Austaut, 1905)
- Hyles explicata (Dannehl, 1933)
- Deilephila vespertilio burckhardti (Mory, 1901)